# Lawrence Ferlinghetti
Lawrence Monsanto Ferlinghetti (Yonkers, 1919. március 24. – San Francisco, 2021. február 22.) amerikai költő, festő, társadalmi aktivista és a City Lights Booksellers & Publishers társalapítója volt. Versek, fordítások, szépirodalmi művek, színházi művek, művészeti kritikák és filmnovellák szerzőjeként leginkább második verseskötete, az A Coney Island of the Mind (1958) vált ismertté, amelyet kilenc nyelvre fordítottak le és több mint egymillió példányban adtak el. Amikor Ferlinghetti 2019 márciusában 100 éves lett, San Francisco városa születésnapját, március 24-ét „Lawrence Ferlinghetti-nappá” nyilvánította.

## Fiatalkora
Ferlinghetti 1919. március 24-én született a New York állambeli Yonkersben. Nem sokkal születése előtt édesapja, a bresciai születésű Carlo szívrohamban meghalt, édesanyját, a portugál szefárd zsidó származású Clemence Albertine-t (született Mendes-Monsanto) pedig nem sokkal később elmegyógyintézetbe zárták. Egy nagynénje, majd nevelőszülei nevelték fel. A Mount Hermon School for Boys (később Northfield Mount Hermon School) iskolába járt, ahol 1937-ben érettségizett, majd a Chapel Hill-i Észak-Karolinai Egyetemre járt, ahol 1941-ben újságírásból szerzett diplomát. Újságírói pályafutását a The Daily Tar Heel sportújságírásával kezdte, és első novelláit a Carolina Magazine-ban publikálta, amelybe Thomas Wolfe is írt.
A második világháború alatt az Egyesült Államok haditengerészetében szolgált, a normandiai partraszállásnál egy tengeralattjáró-vadász hajó kapitányaként. 1947-ben a Columbia Egyetemen angol irodalomból szerzett M.A.-diplomát John Ruskinról és J. M. W. Turner brit festőről írt szakdolgozatával. A Columbia Egyetemről a Párizsi Egyetemre ment, ahol összehasonlító irodalomtudományból szerzett doktori fokozatot Párizs, mint szimbólum a modern költészetben című disszertációjával.

## Magánélete
Ferlinghetti 1946-ban találkozott leendő feleségével, Selden Kirby-Smith-szel, Edmund Kirby-Smith unokájával egy Franciaország felé tartó hajó fedélzetén. Mindketten Párizsba tartottak, hogy a Sorbonne-on tanuljanak. Kirby-Smith a Kirby becenévre hallgatott. Házasságuk válással végződött, de két gyermekük született.

## City Lights
1951-ben San Franciscóba költözött, és 1953-ban megalapította a City Lights (Városi fények) kiadót a North Beach-en Peter D. Martinnal, a San Francisco Állami Egyetem hallgatójával együttműködve. Mindketten 500 dollárt fektettek be. 1955-ben Ferlinghetti megvásárolta Martin részesedését, és megalapította az azonos nevű kiadót. Az első általa publikált sorozat a Pocket Poets Series volt. Letartóztatták Allen Ginsberg Üvöltés című művének kiadása miatt, aminek eredményeként 1957-ben az Első Kiegészítésről szóló pert indították, ahol Ferlinghettit egy obszcén mű kiadásával vádolták meg – majd felmentették.

## Költészet

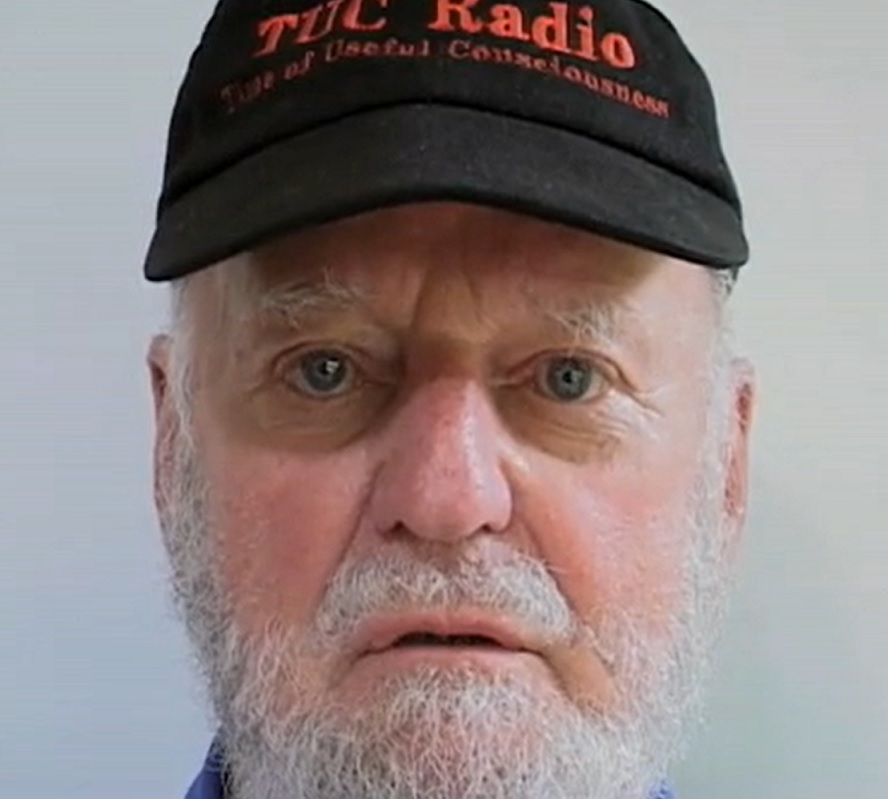
Lawrence Ferlinghetti in Speaking Portraits

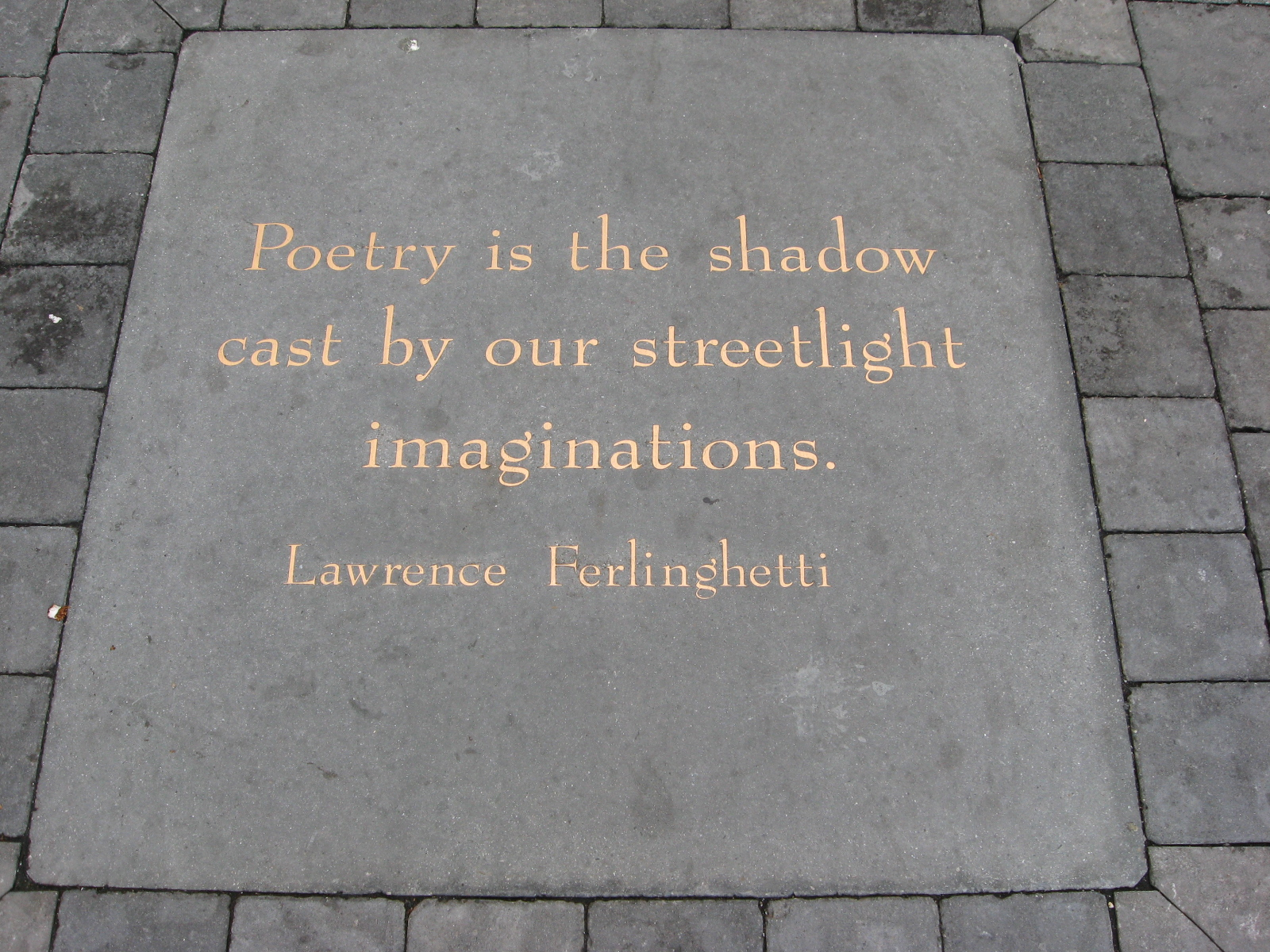
Ferlinghetti munkáinak egy darabja a San Franciscó-i Jack Kerouac Alley-ben, amely a City Lights könyvesbolt mellett található.

Ha költő lennél, alkoss olyan műveket, amelyek képesek válaszolni az apokaliptikus idők kihívására, még ha ez a jelentés apokaliptikusan hangzik is.

 Te vagy Whitman, te vagy Poe, te vagy Mark Twain, te vagy Emily Dickinson és Edna St. Vincent Millay, te vagy Neruda és Majakovszkij és Pasolini, amerikai vagy nem amerikai, a hódítókat szavakkal hódíthatod meg. ...
 – Lawrence Ferlinghetti. A Költészet mint lázadó művészet [Jelzem neked a lángokon keresztül]. 
Ferlinghetti számos beatköltőt publikált, és néhányan beatköltőnek is tartják. Ő mégsem tartotta magát beatköltőnek, ahogy a 2013-as Ferlinghetti: Rebirth of Wonder című dokumentumfilmben mondta: „Ne nevezzenek beatnek. Soha nem voltam beatköltő.”

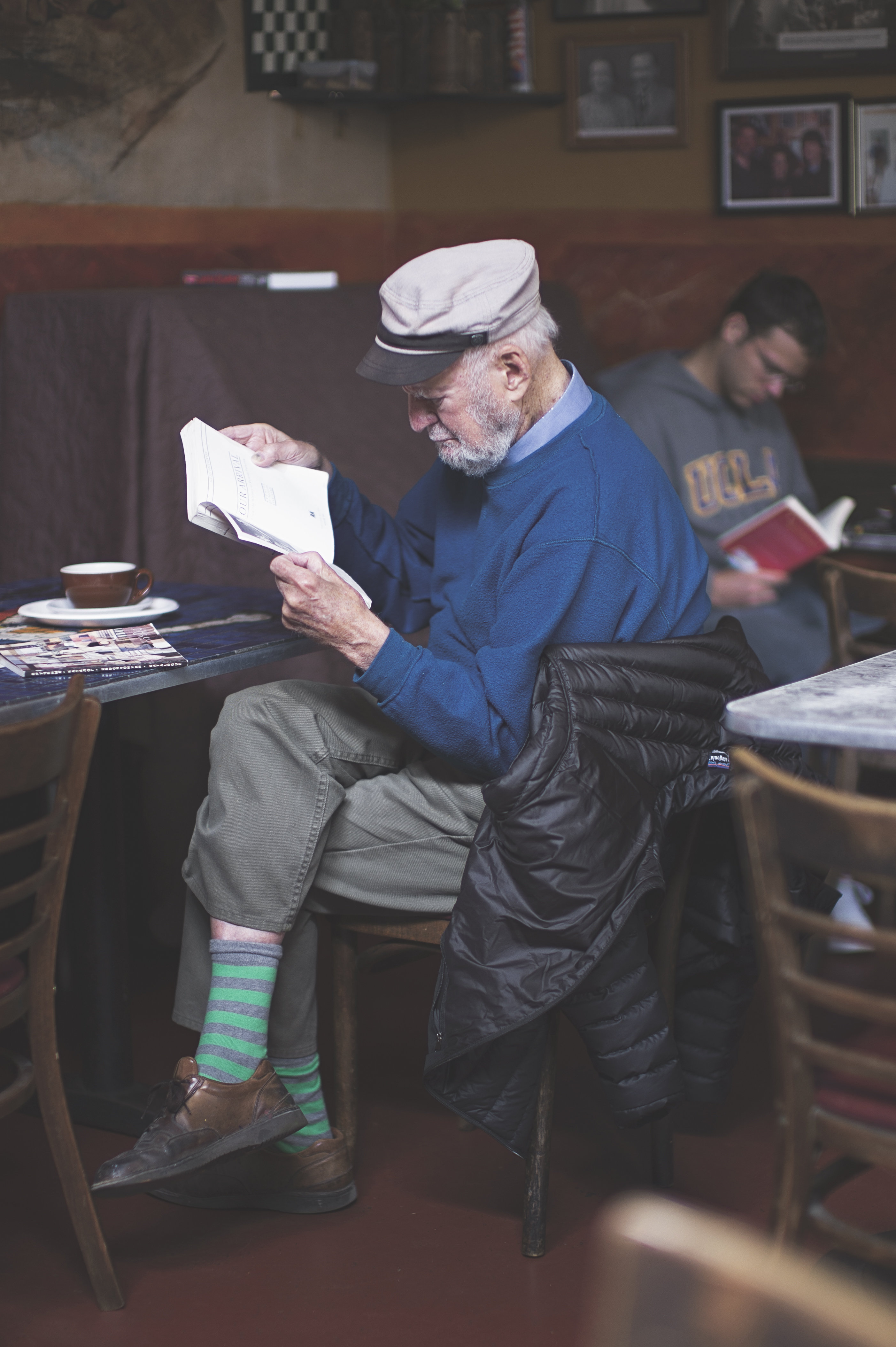
Lawrence Ferlinghetti in 2012 at Caffe Trieste

Korai költészetének nagy részét T. S. Eliot jegyében írta. Ferlinghetti azt mondta Jack Foley költőnek és kritikusnak: „Minden, amit írtam, úgy hangzott, mint ő.” Mégis, még az Eliot által inspirált verseiben is, mint például a „Constantly Risking Absurdity” című versében, Ferlinghetti mindig populista, amikor a költőt először egy cirkuszi trapézművészhez, majd egy „kis charleychaplin emberhez” hasonlítja.
A kritikusok megjegyezték, hogy Ferlinghetti költészete gyakran erősen vizuális dimenziót ölt, ahogy az illik ehhez a költőhöz, aki festő is volt. Ahogy Jack Foley költő és kritikus fogalmaz, Ferlinghetti versei „kis történeteket mesélnek, »képeket« alkotnak”. Ferlinghetti költőként színes képeket fest szavaival, amelyek az átlagos amerikai tapasztalatokat örökítik meg, ahogyan azt a In Golden Gate Park that Day című versében is láthatjuk: „A Golden Gate Parkban aznap / egy férfi és a felesége jöttek / ... A férfi zöld nadrágtartót viselt ... míg a felesége egy szőlőfürtöt cipelt”. Az A Coney Island of the Mind első versében, amelynek címe: „Goya legnagyobb jeleneteiben, úgy tűnik, látjuk”, Ferlinghetti szavakkal írja le a „szenvedő emberséget”, amelyet Goya ecsettel ábrázolt festményein. Ferlinghetti azzal a felismeréssel zárja versét, hogy a „szenvedő emberiség” ma úgy festhető le, mint az anyagelvűségben fuldokló átlagos amerikaiak: „egy ötven sáv széles autópályán/ egy betonkontinensen/ fapados reklámtáblákkal/ illusztrálva a boldogság ostoba illúzióit”.
Ferlinghetti kifejezetten populista módon közelítette meg a költészetet, munkássága során mindvégig hangsúlyozta, hogy „a művészetnek minden ember számára hozzáférhetőnek kell lennie, nem csak egy maroknyi magasan képzett értelmiségi számára”. Larry Smith amerikai író és szerkesztő szerint Ferlinghetti „az új költői és kulturális formák létrehozásában lelkiismeretesen részt vevő emberek költője”. A művészetnek mint széleskörű társadalmi-kulturális erőnek ez a felfogása, szemben az elitista tudományos vállalkozással, kifejezetten nyilvánvaló a Pictures of the Gone World 9. versében, amelyben a beszélő kijelenti: „'Az igazság nem kevesek titka' / mégis / talán így gondolnád / ahogyan egyes / könyvtárosok / és kulturális nagykövetek és / különösen múzeumigazgatók / viselkednek” (1-8). Ferlinghetti esztétikai egalitarizmusa mellett ez a passzus a költő munkásságának két további formai jellemzőjére is rávilágít, nevezetesen a közös amerikai idióma beépítésére, valamint a sorelrendezéssel kapcsolatos kísérletező szemléletére, amelyet – mint Crale Hopkins megjegyzi – William Carlos Williams költészetétől örökölt.
Széles körű esztétikai aggodalmát tükrözve Ferlinghetti költészete gyakran foglalkozik számos nem irodalmi művészeti formával, leginkább a jazz-zenével és a festészettel. William Lawlor azt állítja, hogy Ferlinghetti szabadverseinek nagy része megpróbálja megragadni a modern jazz spontaneitását és fantáziadús kreativitását; a költő arról híres, hogy munkáinak nyilvános felolvasásaiba gyakran beépített jazzkíséreteket.

## Politikai elkötelezettség
Nem sokkal azután, hogy 1951-ben San Franciscóban telepedett le, Ferlinghetti találkozott Kenneth Rexroth költővel, akinek a filozófiai anarchizmusról alkotott elképzelései befolyásolták politikai fejlődését. Filozófiai anarchistának vallotta magát, rendszeresen kapcsolatban állt más anarchistákkal North Beachben, és olasz anarchista újságokat árult a City Lights könyvesboltban. Bár Ferlinghetti azt mondta, hogy „szívében anarchista”, elismerte, hogy a világot „szenteknek” kellene benépesíteniük ahhoz, hogy a tiszta anarchizmust gyakorlatilag meg lehessen élni. Ezért támogatta azt, amit a skandináv típusú demokratikus szocializmusban lehet elérni.
Az 1960-as évek elején Ferlinghetti a Fair Play Kubáért Bizottság támogatója volt. 1967. január 14-én kiemelt előadó volt a Gathering of the Tribes „Human Be-In” rendezvényen, amely több tízezer embert vonzott, és elindította San Franciscó-i „Summer of Love” című műsorát. 1968-ban aláírta a „Írók és szerkesztők háborús adótiltakozása” (Writers and Editors War Tax Protest) ígéretet, megfogadva, hogy a Vietnámi háború elleni tiltakozásul megtagadja az adófizetést.
1998-ban, a San Francisco-i Költő-díjas beiktatási beszédében Ferlinghetti arra buzdította a ferenceseket, hogy szavazzanak a földrengés által megsérült központi autópálya egy részének eltávolítása és egy „boulevard” helyett. „Mi teszi tönkre egy város költészetét? Az autók teszik tönkre, és többet pusztítanak, mint a költészet. Amerika-szerte, sőt Európa-szerte a városokat és a településeket az autó támadja, szó szerint tönkreteszi az autókultúra. De a városok fokozatosan megtanulják, hogy nem kell hagyniuk, hogy ez megtörténjen velük. Legyenek tanúi a mi gyönyörű új Embarcaderónknak! San Franciscóban pedig most van egy újabb esélyünk arra, hogy megakadályozzuk az Autogeddon bekövetkeztét. Csak néhány háztömbnyire innen, a csúnya Central Freeway-t végleg le lehet bontani, ha a novemberi szavazáson az E javaslatra szavaznak.”

## Festészet
A könyvkereskedés és könyvkiadás mellett Ferlinghetti 60 éven át festett, és számos művét kiállították galériákban és múzeumokban szerte az Egyesült Államokban.
Ferlinghetti festette The beautiful Madonna of Sandusky Oh! hi! O! And friend című képét egy 1996-os látogatás során egy művészeti szövetkezetben az ohiói Sanduskyban, amelyet később egy gondnok a festés utáni éjszakán vandál módon megrongált és cenzúrázott. Ferlinghetti erre a tettre úgy reagált, hogy humoros visszavágást festett a vászon azon részeire, ahol cenzúra történt.
2009-ben Ferlinghetti tagja lett az Aeronwy Thomas védnökségével létrehozott olasz művészeti irodalmi mozgalom, az IMMAGINE&POESIA tiszteletbeli bizottságának. 2010-ben Rómában és Reggio Calabriában retrospektív tárlatot rendeztek Ferlinghetti műveiből 60 Years of Painting (60 év festészet) címmel.

## Jack Kerouac Alley
1987-ben kezdeményezője volt az üzlete mellett található Jack Kerouac Alley átalakításának. Elképzelését a San Francisco-i felügyelőbizottság elé terjesztette, melyben az újjáépítést és a megújulást kérte.

## Halála
Ferlinghetti 2021. február 22-én, egy hónappal 102. születésnapja előtt, San Franciscó-i otthonában halt meg intersticiális tüdőbetegségben. A kaliforniai Bolinasban, a Bolinas temetőben lévő családi sírhelyén temették el.

## Díjai

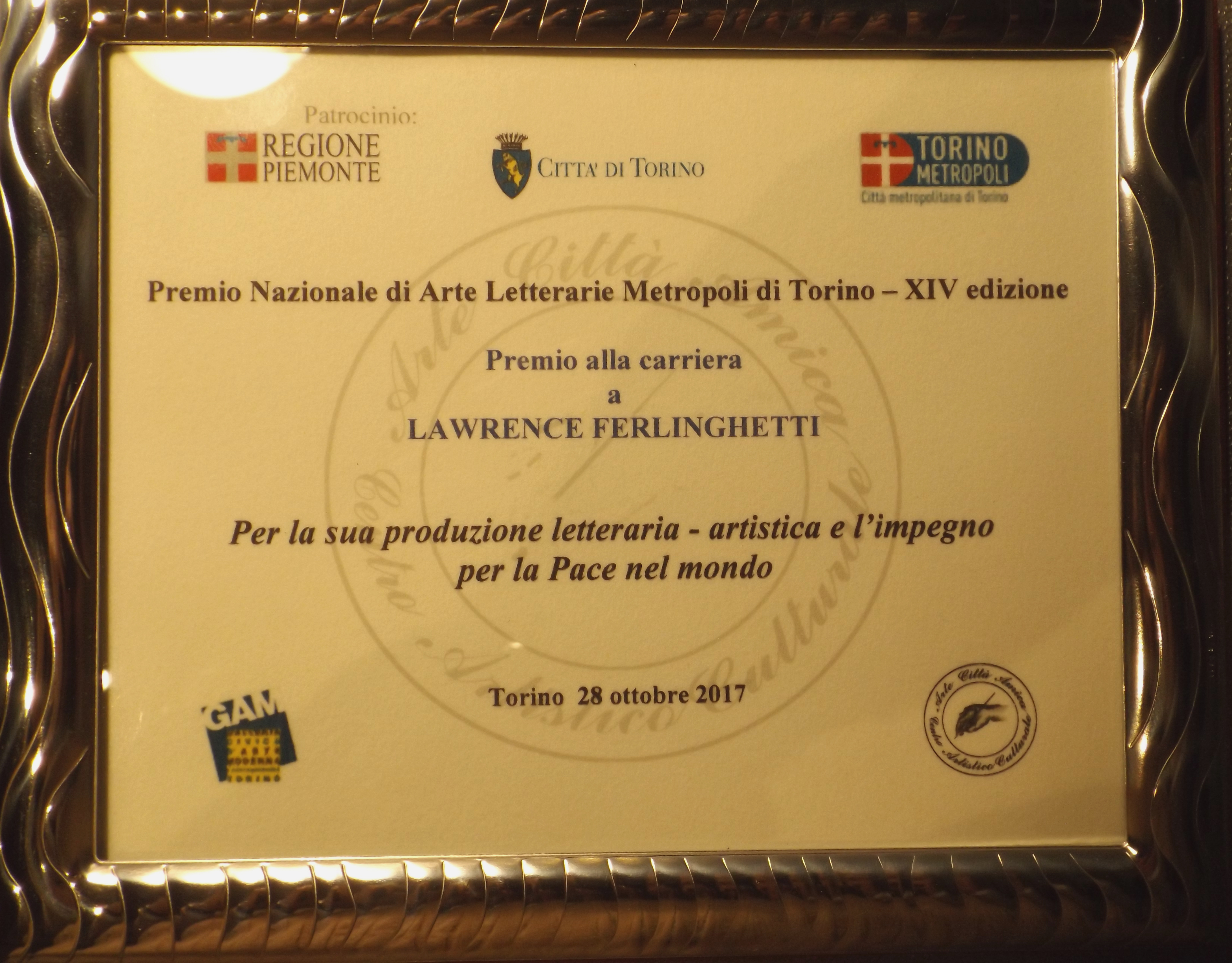
2017. október 28-án, a Premio di Arti Letterarie Metropoli di Torino, Olaszországban átadott karrierdíj plakett.

Ferlinghetti számos díjat kapott, köztük a Los Angeles Times Robert Kirsch-díját, a BABRA-díjat az életműért, a National Book Critics Circle Ivan Sandrof-díjat az amerikai művészethez és irodalmakhoz való hozzájárulásért és az ACLU Earl Warren Civil Liberties-díjat. 1973-ban elnyerte többek között a Premio Taormina díjat, majd a Premio Camaiore, a Premio Flaiano és a Premio Cavour díjakat Olaszországban. A karrierdíjat (Career Award) 2017. október 28-án adták át a Premio di Arti Letterarie Metropoli di Torino XIV. kiadásán Torinóban.
Ferlinghettit 1998 augusztusában nevezték ki San Francisco költőjének, és két évig töltötte be ezt a tisztséget. 2003-ban megkapta az Amerikai Költészeti Társaság Frost-érmét, az Author's Guild életműdíját, és beválasztották az Amerikai Művészeti és Irodalmi Akadémia tagjai közé. A National Book Foundation az amerikai irodalmi közösségnek nyújtott kiemelkedő szolgálataiért az első alkalommal odaítélt Literarian Award-dal (2005) tüntette ki. 2007-ben a Francia Művészeti és Irodalmi Rend Parancsnokává nevezték ki. 2008-ban Ferlinghetti megkapta a költői életműért járó John Ciardi-díjat. Ezt a díjat a National Italian American Foundation ítéli oda annak a szerzőnek, aki a legnagyobb mértékben járult hozzá az olasz-amerikai költészet megírásához.
2012-ben Ferlinghetti kapta a Magyar PEN Club első alkalommal odaítélt Janus Pannonius Nemzetközi Költészeti Díját. Miután megtudta, hogy az Orbán Viktor miniszterelnök vezette magyar kormány az 50 000 eurós díj részleges támogatója, visszautasította a díj átvételét. Elutasításában arra hivatkozott, hogy ellenzi Orbán Viktor miniszterelnök „jobboldali rezsimjét”, és véleménye szerint az Orbán Viktor vezette magyar kormány korlátozza a polgári szabadságjogokat és a magyar emberek szólásszabadságát.

## A populáris kultúrában
Frank Zappa debütáló albumának, a Freak Out!-nek (1966) a borítóján Lawrence Ferlinghettit nevezte meg, mint aki hatással volt zenekara zenéjére.
Ferlinghetti a Loud Prayer (Hangos ima) című verset szavalta el a The Band utolsó előadásán; a koncertet Martin Scorsese forgatta, és dokumentumfilmként adták ki Az utolsó valcer (1978) címmel, amely Ferlinghetti szavalatát is tartalmazza. Ferlinghettiről készült 2013-ban Christopher Felver dokumentumfilmje: Lawrence Ferlinghetti: A Rebirth of Wonder (Lawrence Ferlinghetti: A csoda újjászületése). Andrew Rogers alakította Ferlinghettit a 2010-es Howl című filmben.
2011-ben Ferlinghetti két versével járult hozzá az olasz egyesülés 150. évfordulójának megünnepléséhez, a A harmadik világháború dala és az Öreg olaszok haldokolnak című versekkel, amelyeket az olaszországi Torinóban (2011. május-június) megrendezett Lawrence Ferlinghetti és Olaszország 150 című kiállítás művészei ihlettek. A The Sea Within Us (A tenger bennünk) című litográfiás könyvön, amelyet először 2012-ben adtak ki Olaszországban Il Mare Dentro címmel, Ferlinghetti James Claussen litográfussal és absztrakt művésszel dolgozott együtt. Julio Cortázar Rayuela (Hoppá) című művében (1963) a 121. fejezetben az A Coney Island of the Mind című versre hivatkozik.

## Bibliográfia
- Ferlinghetti, Lawrence. Pictures of the Gone World, (enlarged, 1995). San Francisco: City Lights (1955. június 21.). ISBN 9780872863033 „Poetry”
- Ferlinghetti, Lawrence. A Coney Island of the Mind. New Directions (1958. június 21.). ISBN 9780872863033 „Poetry”
- Tentative Description of a Dinner Given to Promote the Impeachment of President Eisenhower (Golden Mountain Press, 1958) Broadside poem
- Her (New Directions, 1960) Prose
- One Thousand Fearful Words for Fidel Castro (City Lights, 1961) Broadside poem
- Starting from San Francisco (New Directions, 1961) Poetry (HC edition includes LP of author reading selections)
- Journal for the Protection of All Beings (City Lights, 1961) Journal
- Unfair Arguments with Existence (New Directions, 1963) Short Plays
- Where is VietNam? (Golden Mountain Press, 1963) Broadside poem
- Routines (New Directions, 1964) 12 Short Plays
- Two Scavengers in a Truck, Two Beautiful People in a Mercedes (1968)
- On the Barracks: Journal for the Protection of All Beings 2 (City Lights, 1968) Journal
- Tyrannus Nix? (New Directions, 1969) Poetry
- The Secret Meaning of Things (New Directions, 1970) Poetry
- The Mexican Night (New Directions, 1970) Travel journal
- Back Roads to Far Towns After Basho (City Lights, 1970) Poetry
- Love Is No Stone on the Moon (ARIF, 1971) Poetry
- Open Eye, Open Heart (New Directions, 1973) Poetry
- Who Are We Now? (New Directions, 1976) Poetry
- Northwest Ecolog (City Lights, 1978) Poetry
- Landscapes of Living and Dying (1980) ISBN 0-8112-0743-9
- Endless Life, Selected Poems (A New Directions Paperbook, 1981)
- Over All the Obscene Boundaries (1986)
- Love in the Days of Rage (E. P. Dutton, 1988; City Lights, 2001) Novel
- Wild Dreams of a New Beginning (New Directions, 1988) ISBN 978-0811210744
- A Buddha in the Woodpile (Atelier Puccini, 1993)
- These Are My Rivers: New & Selected Poems, 1955–1993 (New Directions, 1993) ISBN 0-8112-1252-1
- City Lights Pocket Poets Anthology (City Lights, 1995) ISBN 978-0-87286-311-8
- A Far Rockaway Of The Heart (New Directions, 1997) ISBN 0-8112-1347-1
- How to Paint Sunlight: Lyrics Poems & Others, 1997–2000 (New Directions, 2001) ISBN 0-8112-1463-X
- San Francisco Poems (City Lights Foundation, 2001) Poetry ISBN 978-1-931404-01-3
- Life Studies, Life Stories (City Lights, 2003) ISBN 978-0-87286-421-4
- Americus: Part I (New Directions, 2004)
- A Coney Island of the Mind (Arion Press, 2005), with portraiture by R.B. Kitaj(wd)
- Poetry as Insurgent Art (New Directions, 2007) Poetry
- A Coney Island of the Mind: Special 50th Anniversary Edition with a CD of the author reading his work (New Directions, 2008)
- 50 Poems by Lawrence Ferlinghetti 50 Images by Armando Milani (Rudiano, 2010) Poetry and Graphics ISBN 978-88-89044-65-0
- Time of Useful Consciousness, (Americus, Book II) (New Directions, 2012) ISBN 978-0-8112-2031-6, 88p.
- City Lights Pocket Poets Anthology: 60th Anniversary Edition (City Lights, 2015)
- I Greet You At The Beginning Of A Great Career: The Selected Correspondence of Lawrence Ferlinghetti and Allen Ginsberg 1955–1997. (City Lights, 2015)
- Pictures of the Gone World: 60th Anniversary Edition (City Lights, 2015)
- Writing Across the Landscape: Travel Journals, 1960-2010 (Norton, 2015) ISBN 978-1-63149-001-9
- Ferlinghetti, Lawrence. Little Boy. Doubleday(wd) (2019. június 21.). ISBN 9780385544795 Novel

### Magyarul megjelent
- Egyes szám negyedik személy. Regény (Her) – Európa, Budapest, 1970 (Modern könyvtár) · Fordította, utószó: Bart István
- Lawrence Ferlinghetti versei – Európa, Budapest, 1977 · ISBN 9630707039 · Fordította, válogatta, utószó: Eörsi István
- Üvöltés. Vallomások a beat-nemzedékről – Európa, Budapest, 1982 · ISBN 963-07-2501-0 · in: Az elme vidámparkja, Ő
- Kicsi Fiú (Little Boy) – Helikon, Budapest, 2019 · ISBN 9789634793465 · Fordította: M. Nagy Miklós

## Lemezek
- (1997). Kerouac: Kicks Joy Darkness (English nyelven). Rykodisc.
- (1957). Poetry Readings in the Cellar (with the Cellar Jazz Quintet) (English nyelven) [LP]. Fantasy Records.
- (1958). The Impeachment of Eisenhower (English nyelven) [LP]. Fantasy Records.
- (1970). Tyrannus Nix? / Assassination Raga / Big Sur Sun Sutra / Moscow in the Wilderness (English nyelven) [LP]. Fantasy Records.
- (1999). A Coney Island of the Mind (English nyelven) [LP]. Rykodisc.
- (2005). Pictures of the Gone World. Synergy.

## Fordítás
- Ez a szócikk részben vagy egészben  a   Lawrence Ferlinghetti című angol Wikipédia-szócikk fordításán alapul.  Az eredeti cikk szerkesztőit annak laptörténete sorolja fel. Ez a jelzés csupán a megfogalmazás eredetét és a szerzői jogokat jelzi, nem szolgál a cikkben szereplő információk forrásmegjelöléseként.